# Выселок Новинки
Выселок Новинки — деревня в Вельском районе Архангельской области. Входит в состав Ракуло-Кокшеньгского сельского поселения.

## География
Деревня расположена в южной части области на расстоянии примерно в 45 километрах по прямой к юго-востоку от районного центра Вельска.
Часовой пояс
Деревня Выселок Новинки как и вся Архангельская область, находится в часовой зоне МСК (московское время). Смещение применяемого времени относительно UTC составляет +3:00.

## Население
| 2002 | 2010 | 2012 | 2014 |
| ---- | ---- | ---- | ---- |
| 44   | ↘35  | →35  | ↘33  |

Национальный состав
Согласно результатам переписи 2002 года, в национальной структуре населения русские составляли 95 % из 42 чел..

## История
В материалах оценочно-статистического исследования земель Вельского уезда упомянуто, что в 1900 году в административном отношении деревня входила в состав Ракуло-Кокшеньгского сельского общества Устьвельской волости. На момент переписи в селении Кошутино Новое находилось 13 хозяйств, в которых проживало 39 жителей мужского пола и 39 женского.